# Dad's Downfall
Dad's Downfall è un cortometraggio muto del 1917 diretto da Herman C. Raymaker

## Produzione
Il film fu prodotto dalla Triangle Film Corporation.

## Distribuzione
Distribuito dalla Triangle Distributing, il film - un cortometraggio in una bobina - uscì nelle sale statunitensi il 24 giugno 1917.